# Катранообразные
Катранообра́зные, или колючие акулы (лат. Squaliformes) — отряд акул, объединяющий более ста известных видов, и обладающий следующими отличительными особенностями: торпедообразная форма тела, пять жаберных щелей, два спинных плавника, отсутствие анального плавника. Отряд включает 7 семейств, 22 рода и 112 видов акул. Это второй по количеству видов отряд акул после кархаринообразных. Отряд широко распространён и встречается по всему миру, в том числе (единственный из отрядов акул) в околополярных широтах. Все виды являются яйцеживородящими, причём некоторые имеют очень низкую плодовитость (всего 1 детёныш), а некоторые — один из самых долгих сроков вынашивания среди позвоночных, составляющий до 2 лет.

## Классификация
Отряд Squaliformes — Катранообразные
- Семейство Centrophoridae Bleeker — Короткошипые акулы, или игольчатые акулы
  - Род Centrophorus Muller et Henle
  - Род Deania Muller et Henle
- Семейство Dalatiidae Gray — Далатиевые, или пряморотые акулы
  - Род Dalatias Rafinesque
  - Род Euprotomicroides Hulley et Penrith
  - Род Euprotomicrus Gill
  - Род Heteroscymnoides Fowler
  - Род Isistius Gill
  - Род Mollisquama Dolganov
  - Род Squaliolus Smith et Radcliffe
- Семейство Etmopteridae Fowler
  - Род Aculeola de Buen — Акулеолы
  - Род Centroscyllium Muller et Henle — Чёрные собачьи акулы
  - Род Etmopterus Rafinesque — Чёрные колючие акулы
  - Род Miroscyllium Shirai et Nakaya
  - Род Trigonognathus Mochizuki et Ohe
- Семейство Oxynotidae Gill — Трёхгранные акулы, или центриновые
  - Род Oxynotus Rafinesque — Трёхгранные акулы, или центрины
- Семейство Somniosidae Jordan[5]
  - Род Centroscymnus Bocage et  Capello — Белоглазые акулы
  - Род Centroselachus Garman
  - Род Proscymnodon Fowler
  - Род Scymnodalatias Garrick
  - Род Scymnodon Bocage et  Capello — Вельветовые колючие акулы
  - Род Somniosus Lesueur — Полярные акулы
  - Род Zameus Jordan et Fowler
- Семейство Squalidae Blainville — Катрановые акулы, или колючие акулы
  - Род Cirrhigaleus Tanaka — Усатые колючие акулы
  - Род Squalus Linnaeus — Колючие акулы, или катраны

Семейство звездчатошипых акул (Echinorhinidae) в 2016 году выделено в отдельный отряд эхиноринообразных (Echinorhiniformes).